# Kendra Lust
Michele Anne Mason (Madison Heights, Míchigan, 18 de septiembre de 1978), conocida como Kendra Lust, es una actriz pornográfica y modelo erótica estadounidense.

## Primeros años
Natural de Madison Heights (Míchigan) nació en una familia de ascendencia franco-canadiense e italiana. Durante su etapa universitaria, trabajó como estríper durante un año y medio para poder pagar la matrícula de sus estudios. Obtuvo su licenciatura en enfermería, llegando a trabajar durante siete años.

## Carrera
Trabajó como camgirl aproximadamente tres meses antes de que comenzara a actuar en películas pornográficas. Ella entró en la industria del cine para adultos en marzo de 2012.
Su primera escena fue con Phoenix Marie y Rachel Starr en Peeping at the Keyhole para Brazzers. Su primera escena chico-chica fue con Manuel Ferrara en Dirty Rotten Mother Fuckers 5.
En 2014, Lust realizó su primera escena de sexo interracial para la película The Booty de Archangel Productions, lanzada en noviembre de 2014.
En mayo de 2015, firmó un contrato de un año con Archangel Productions para realizar escenas de sexo interracial exclusivamente para el estudio.
Al mes siguiente, Zero Tolerance contrató a la actriz con una licencia no exclusiva, su trato con la compañía incluye la oportunidad para ella de dirigir sus películas y el lanzamiento de una línea exclusiva de juguetes moldeado a partir de su cuerpo. Ese mismo año rodaría su primera escena de sexo anal en Miss Tushy junto a Mick Blue. Para el año 2017 grabó su primera escena de doble penetración en Booty Queen 3.
Durante dos años consecutivos (2016 y 2017), Lust se alzó con el Premio AVN a la Artista MILF/Cougar del año.
Ha rodado más de 580 películas como actriz, así como 12 como directora.
En 2015, Lust lanzó la agencia de talentos Society 15. También es propietaria de la productora Lust Army Productions.
Alguno de sus trabajos destacados son Archangels, Big Ass White Girls, Booty Lust, Cougar Tutors, Hot Bodies, I Want To Bang My Mother In Law, Kendra Lust Fucks Couples, Kendra's Angels, MILF Tits, Modern MILFs 2, Older Woman Younger Guys, Pour It On! 3, True Lust o Winner's Circle.

## Vida personal
Lust está casada con un oficial de policía y tiene una hija. Ella tiene una casa en Míchigan y un condominio en Los Ángeles.

## Premios y nominaciones

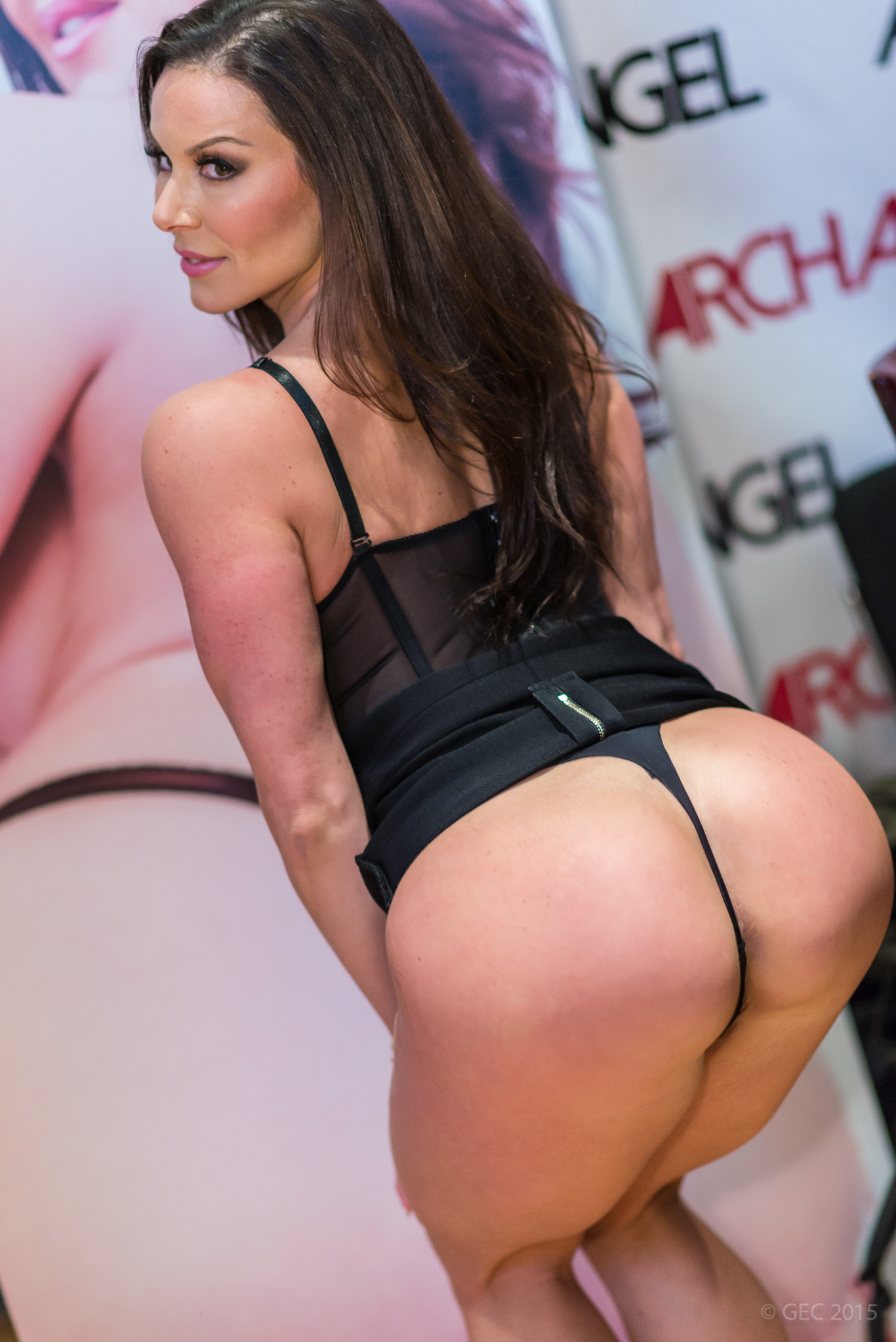
Kendra Lust en la AVN Adult Entertainment Expo en 2015.

| Año  | Ceremonia                   | Resultado | Premio | Trabajo                                        |
| ---- | --------------------------- | --------- | --- | ---------------------------------------------- |
| 2013 | Premios XBIZ                | Nominada  | Artista MILF del año | —                                              |
| 2013 | Nightmoves                  | Nominada  | Best Social Media Star | —                                              |
| 2013 | Sex Awards                  | Nominada  | Estrella porno del año | —                                              |
| 2013 | Sex Awards                  | Nominada  | Cuerpo porno del año | —                                              |
| 2013 | The Fannys                  | Nominada  | Most Heroic Ass (Best Anal) | —                                              |
| 2013 | The Fannys                  | Nominada  | New Starlet of the Year | —                                              |
| 2013 | The Fannys                  | Nominada  | Artista MILF del año | —                                              |
| 2013 | The Fannys                  | Nominada  | Most Underrated Star | —                                              |
| 2014 | Premios AVN                 | Nominada  | Mejor escena de sexo en grupo (con Christy Mack, Kelly Madison, Anikka Albrite, Brooklyn Chase, Jacky Joy, Romi Rain y Ryan Madison) | Madison’s Mad Mad Circus                       |
| 2014 | Premios AVN                 | Nominada  | Artista MILF/Cougar del año | —                                              |
| 2014 | Premios XBIZ                | Nominada  | Artista MILF del año | —                                              |
| 2014 | Nightmoves                  | Nominada  | Mejor Artista MILF | —                                              |
| 2014 | NightMoves Fan Awards       | Nominada  | Mejor Artista MILF | —                                              |
| 2014 | The Fannys                  | Nominada  | Artista MILF del año | —                                              |
| 2015 | Premios AVN                 | Nominada  | Artista MILF/Cougar del año | —                                              |
| 2015 | Premios AVN                 | Nominada  | Mejor sitio web de estrella porno | KendraLust.com                                 |
| 2015 | Premios AVN                 | Nominada  | Premio fan: Mejor estrella mediática                                                                                                 | —                                              |
| 2015 | Premios AVN                 | Nominada  | Premio fan: MILF más caliente | —                                              |
| 2015 | Premios AVN                 | Nominada  | Premio fan: Mejor culo | —                                              |
| 2015 | Nightmoves                  | Nominada  | Mejor actriz MILF | —                                              |
| 2015 | Nightmoves                  | Nominada  | Mejor cuerpo | —                                              |
| 2015 | Nightmoves Fan Awards       | Ganadora  | Mejor actriz MILF | —                                              |
| 2015 | Nightmoves Fan Awards       | Nominada  | Mejor cuerpo | —                                              |
| 2015 | Spank Bank Awards           | Nominada  | Most Voluptuous Vixen | —                                              |
| 2015 | Spank Bank Awards           | Nominada  | Mejor cuerpo | —                                              |
| 2015 | Spank Bank Awards           | Nominada  | Most Magnificent MILF | —                                              |
| 2015 | Spank Bank Technical Awards | Ganadora  | Fantasy "Best Friends' Mom" | —                                              |
| 2015 | Premios XBIZ                | Ganadora  | Artista MILF del año | —                                              |
| 2015 | Premios XRCO                | Nominada  | Mejor MILF del año | —                                              |
| 2016 | Premios AVN                 | Nominada  | Mejor escena de sexo anal (con Mick Blue)                                                                                            | Miss Tushy                                     |
| 2016 | Premios AVN                 | Nominada  | Mejor escena de trío H-M-H (con Sean Michaels y Prince Yahshua)                                                                      | True Lust                                      |
| 2016 | Premios AVN                 | Ganadora  | Artista MILF/Cougar del año | —                                              |
| 2016 | Premios AVN                 | Ganadora  | Premio fan: MILF más caliente | —                                              |
| 2016 | Premios AVN                 | Ganadora  | Premio fan: Mejor culo | —                                              |
| 2016 | Premios AVN                 | Nominada  | Premio fan: Estrella mediática | —                                              |
| 2016 | Nightmoves Fan Awards       | Ganadora  | Mejor actriz MILF | —                                              |
| 2016 | Spank Bank Awards           | Nominada  | Best Booty | —                                              |
| 2016 | Spank Bank Awards           | Ganadora  | Best 'Just Got Fucked' Hair | —                                              |
| 2016 | Spank Bank Awards           | Nominada  | Best Swallower | —                                              |
| 2016 | Spank Bank Awards           | Nominada  | Best Body Built For Sin | —                                              |
| 2016 | Spank Bank Awards           | Nominada  | Most Magnificent MILF | —                                              |
| 2016 | Spank Bank Technical Awards | Ganadora  | Sinewy Seductress | —                                              |
| 2016 | Premios XBIZ                | Ganadora  | Artista MILF del año | —                                              |
| 2016 | Premios XBIZ                | Nominada  | Mejor escena de sexo en película vignette                                                                                            | 2 Chicks Same Time 20                          |
| 2016 | Premios XRCO                | Nominada  | Artista MILF del año | —                                              |
| 2017 | Premios AVN                 | Ganadora  | Artista MILF/Cougar del año | —                                              |
| 2017 | Premios AVN                 | Nominada  | Mejor escena de trío H-M-H | The One I Lust                                 |
| 2017 | Premios AVN                 | Ganadora  | Premio fan: MILF más caliente | —                                              |
| 2017 | Premios AVN                 | Nominada  | Premio fan: Mejores pechos | —                                              |
| 2017 | Premios AVN                 | Nominada  | Premio fan: Estrella mediática | —                                              |
| 2017 | Spank Bank Awards           | Nominada  | Most Volumptous Vixen | —                                              |
| 2017 | Spank Bank Awards           | Nominada  | Most Magnificent MILF | —                                              |
| 2017 | Spank Bank Awards           | Nominada  | Most Talented Tongue | —                                              |
| 2017 | Spank Bank Awards           | Nominada  | Best Body Built For Sin | —                                              |
| 2017 | Spank Bank Awards           | Nominada  | Sharing Is Caring | —                                              |
| 2017 | Spank Bank Awards Technical | Nominada  | The P.E. Teacher We ALL Wish We'd Had                                                                                                | —                                              |
| 2017 | Premios XBIZ                | Nominada  | Artista MILF del año | —                                              |
| 2017 | Premios XBIZ                | Nominada  | Mejor escena de sexo en película gonzo                                                                                               | Booty Lust                                     |
| 2017 | Premios XBIZ                | Nominada  | Mejor escena de sexo en película vignette                                                                                            | Kendra Lust Fucks Couples                      |
| 2017 | Premios XBIZ                | Nominada  | Mejor director del año | Kendra Lust Fucks Couples                      |
| 2017 | Premios XRCO                | Nominada  | MILF del año | —                                              |
| 2018 | Premios AVN                 | Nominada  | Artista MILF/Cougar del año | —                                              |
| 2018 | Premios AVN                 | Nominada  | Mejor escena de doble penetración | The Booty Queen 3                              |
| 2018 | Premios AVN                 | Nominada  | Premio fan: Mejor sitio web de una actriz                                                                                            | kendralust.com                                 |
| 2018 | Premios AVN                 | Ganadora  | Premio fan: MILF más caliente | —                                              |
| 2018 | Premios AVN                 | Nominada  | Premio fan: Estrella mediática | —                                              |
| 2018 | Premios XRCO                | Nominada  | MILF del año | —                                              |
| 2018 | Spank Bank Awards           | Nominada  | Best Body Built For Sin | —                                              |
| 2018 | Spank Bank Awards           | Nominada  | Magnificent MILF of the Year | —                                              |
| 2018 | Spank Bank Awards           | Nominada  | Prettiest 'Whore Mouth' | —                                              |
| 2018 | Spank Bank Awards           | Nominada  | Sharing Is Caring | —                                              |
| 2018 | Premios XBIZ                | Nominada  | Artista MILF del año | —                                              |
| 2019 | Premios AVN                 | Nominada  | Artista MILF/Cougar del año | —                                              |
| 2019 | Premios AVN                 | Ganadora  | Premio fan: MILF más caliente | —                                              |
| 2019 | Premios AVN                 | Nominada  | Premio fan: Estrella mediática | —                                              |
| 2019 | Premios XBIZ                | Nominada  | Artista MILF del año | —                                              |
| 2019 | Premios XBIZ                | Nominada  | Mejor escena de sexo en película vignette                                                                                            | Pussy Is the Best Medicine 2                   |
| 2019 | Premios XBIZ                | Nominada  | Mejor escena de sexo en realidad virtual                                                                                             | Kendra Lust Fucking in the Couch With Her Tits |
| 2020 | Premios AVN                 | Nominada  | Artista MILF/Cougar del año | —                                              |
| 2020 | Premios XBIZ                | Nominada  | Artista MILF del año | —                                              |
| 2025 | Premios XMA                 | Nominada  | Estrella Crossover del año | —                                              |